# Clanton 14
Clanton 14, также известны как C14th St — старейшая испаноязычная криминальная банда в Лос-Анджелесе. «Clanton 14» были одними из первых сторонников и основателей La Eme. В настоящее время, как и Surenos, банда также лояльно относится к Мексиканской мафии и являются союзниками.

## История
Банда была основана в 1921 году в Лос-Анджелесе на улице Клэнтон (Clanton Street). Во время Второй мировой войны улица была переименована в 14 Улицу (14th Street), поэтому банда и стала называться Сlanton 14. Как правило, в банду разрешалось вступать только латиноамериканцам, что привело к созданию печально известной банды 18th Street. Она была сформирована выходцем с Американского Самоа по имени Роки Гловер (Rocky Glover) примерно в 1964—1965 годах. Он набирал детей и иностранцев, которых не принимали в Clanton 14. Созданная 18th Street стала первой испаноязычной бандой, которая также принимала в свои ряды афроамериканцев. Сlanton 14 и 18th Street воюют уже несколько десятилетий и по сегодняшний день остаются непримиримыми врагами.

## Локация
Банда Clanton 14 существует практически на всей территории США и даже за их пределами. В Лос-Анджелесе же имеют во владении 4 района, два из которых располагаются в Голливуде. Существуют также Clanton 14 на Ист-Сайд в центре Лос-Анджелеса, в Нью-Йорке, Флориде, Техасе, Джорджии и Иллинойсе. Есть Clanton 59th Street в провинции Чихуахуа в Мексике. Clanton 14 стала первой бандой, создавшей значительное присутствие в Интернете. Они создали профессиональный сайт с фотографиями, подробной историей группировки и доски объявлений, на которых старшие и младшие члены поддерживают контакт. Но благодаря данному сайту полицейские могут отслеживать и узнавать про дела банды сидя в офисе, а не разъезжая по улицам, как ранее.

## Культура
Clanton в Лос-Анджелесе, Милуоки, Вокегане, Чикаго и Атланте всегда имели высокие стандарты в отношении приёма в свою семью. Эти стандарты, требования помогли противостоящей группировке увеличить своё количество членов — люди, вместо того, чтобы вступить в Clanton 14, вступали в 18th Street. Сами же члены Clanton называют себя «Clantoneros» и в Милуоки должны быть заклеймены, но только после того, как они зарекомендовали себя достойно. В 1960-х Clanton 14 состояла в основном из мексиканцев, но было много членов и из других этнических групп, таких как белые, японцы, корейцы и некоторые иные. «Huero» и «Jett» были белые, а «Buddha» и «Johnny» были американцами азиатского происхождения. Мало кто знает, что многие члены C-14 были активными участниками президентской кампании Джона Кеннеди в 1968, и Джона Танни в сенаторской кампании в 1970 году. А также много работали с Цезарем Чавесом и Джо Сердой.
Clanton 14 одна из немногих банд, не использующая цифру 13 в своих тату и граффити, свойственную другим Sureños, и указывающую на связь с La Eme.

## Криминальная активность
Clanton 14 имеет длинную историю насилия, гангстерских войн, главным образом это связано с конфликтом между ними и 18th Street. Они убивают любого, кто встанет на их пути, вне зависимости, мужчина это или женщина, совершают налёты, обстрелы (drive-by) и принимают участие в торговле и распространении наркотиков. В последнее время увлеклись нарушением авторских прав. Но торговля наркотиками остаётся для них основным бизнесом.